# 藤縄康弘
藤縄 康弘（ふじなわ やすひろ、1967年12月 - ）は、日本の言語学者。専門はドイツ語学。東京外国語大学総合国際学研究院（言語文化部門・言語研究系）教授。

## 略歴
群馬県出身
- 1991年3月　東京外国語大学外国語学部ドイツ語学科卒業
- 1993年3月　同大学院外国語学研究科修士課程修了
- 1993年4月　愛媛大学法文学部人文学科助手
- 1996年4月　同 講師
  - 1996年10月-1998年9月　ドイツケルン大学文学部にて在外研究
- 2000年4月　同 助教授
- 2009年4月　東京外国語大学総合国際学研究院 准教授
- 2018年4月　同 教授

## 著書・論文
- 「補文の統語論と意味論」 三瓶裕文・成田節（編）『ドイツ語を考える：ことばについての小論集』2008, 三修社, pp. 181-190.
- 「補文の類型論と現代ドイツ語の不定詞」 小川暁夫 & 岡本順治（編）『ドイツ語研究と言語類型論 — 共通の展望に向けて —』(=日本独文学会研究叢書039), 2006, pp. 5-25.
- Valenzalternation bei infiniter Komplementation und damit vergleichbare Phänomene, in: Terra grammatica. Ideen - Methoden - Modelle: Festschrift für Józef Darski zum 65. Geburtstag (= Posener Beiträge zur Germanistik 18), ed. by B. Mikołajczyk & M. Kotin, Frankfurt a. M.: Peter Lang, 2008, pp. 101-116

| スタブアイコン | サブスタブ | この項目は、まだ閲覧者の調べものの参照としては役立たない、人物に関連した書きかけの項目です。この項目を加筆・訂正などしてくださる協力者を求めています（P:人物伝/PJ:人物伝）。 |